# Port de Lers
Der Port de Lers ist ein 1517 Meter hoher Gebirgspass im französischen Teil der Pyrenäen. Er befindet sich in der Region Okzitanien im Département Ariège und führt durch das Massif de Lherz. Über die D18 verbindet er Vicdessos im Süden und Massat im Norden. Der Name des Passes ist auf das Gestein Lherzolith zurückzuführen, das im umliegenden Bergmassiv zu finden ist, wobei sich Lers von der alten Schreibweise Lherz ableitet.
In der Nähe der Passhöhe befindet sich mit dem Etang de Lers (1274 m) ein Bergsee. Neben einem Parkplatz gibt es hier ein kleines Restaurant sowie ein Wintersportgebiet.

## Lage und Streckenführung
Der Port de Lers liegt zwischen den Gipfeln der Pic des Trois Seigneurs (2199 m) und Pic de Girantès (2088 m) im Massif de Lherz. In unmittelbarer Nähe befindet sich westlicher Richtung der Col d’Agnes (1570 m), der durch dasselbe Bergmassiv führt.
Die Südauffahrt von Vicdessos verläuft auf der engen D18, wobei die höchsten Steigungsprozente im unteren Teil nach rund zwei Kilometern erreicht werden. Nach einem kurzen Flachstück zwischen den Kilometern drei und vier, beginnt die Straße wieder stetig anzusteigen und führt im Schnitt mit etwas über 7 % zur Passhöhe. Die Straße verläuft die meiste Zeit über im Wald auf geraden Straßen. Erst auf den letzten rund zweieinhalb Kilometern erreicht man die Baumgrenze und sieben Kehren, die zum höchsten Punkt führen. Insgesamt weist der Pass über eine Länge von 11,4 Kilometern eine durchschnittliche Steigung von 7 % auf.
Die Nordauffahrt von Massat verläuft ebenfalls entlang der engen D18. Zunächst führt die Straße entlang des Arac, ehe nach rund vier Kilometern die Straße bei Le Port stärker zu steigen beginnt. Nun geht es entlang des Ruisseau de Courtignou stromaufwärts in Richtung Süden. Die Steigungsprozente liegen bei maximal 8,8 % und kurz vor dem Etang De Lers, einem kleinen Bergsee, wird ein Flachstück erreicht. Hier gibt es die Möglichkeit auf die D8F abzubiegen, die auf den höheren Col d’Agnes führt. Die Straße auf den Port de Lers führt jedoch nach links und beginnt wieder stärker zu steigen. Auf dem vorletzten Kilometer befindet sich jedoch erneut ein kurzes Flachstück. Insgesamt liegt die durchschnittliche Steigung der Nordseite bei 6 % und führt über eine Länge von 12 Kilometer.

## Radsport

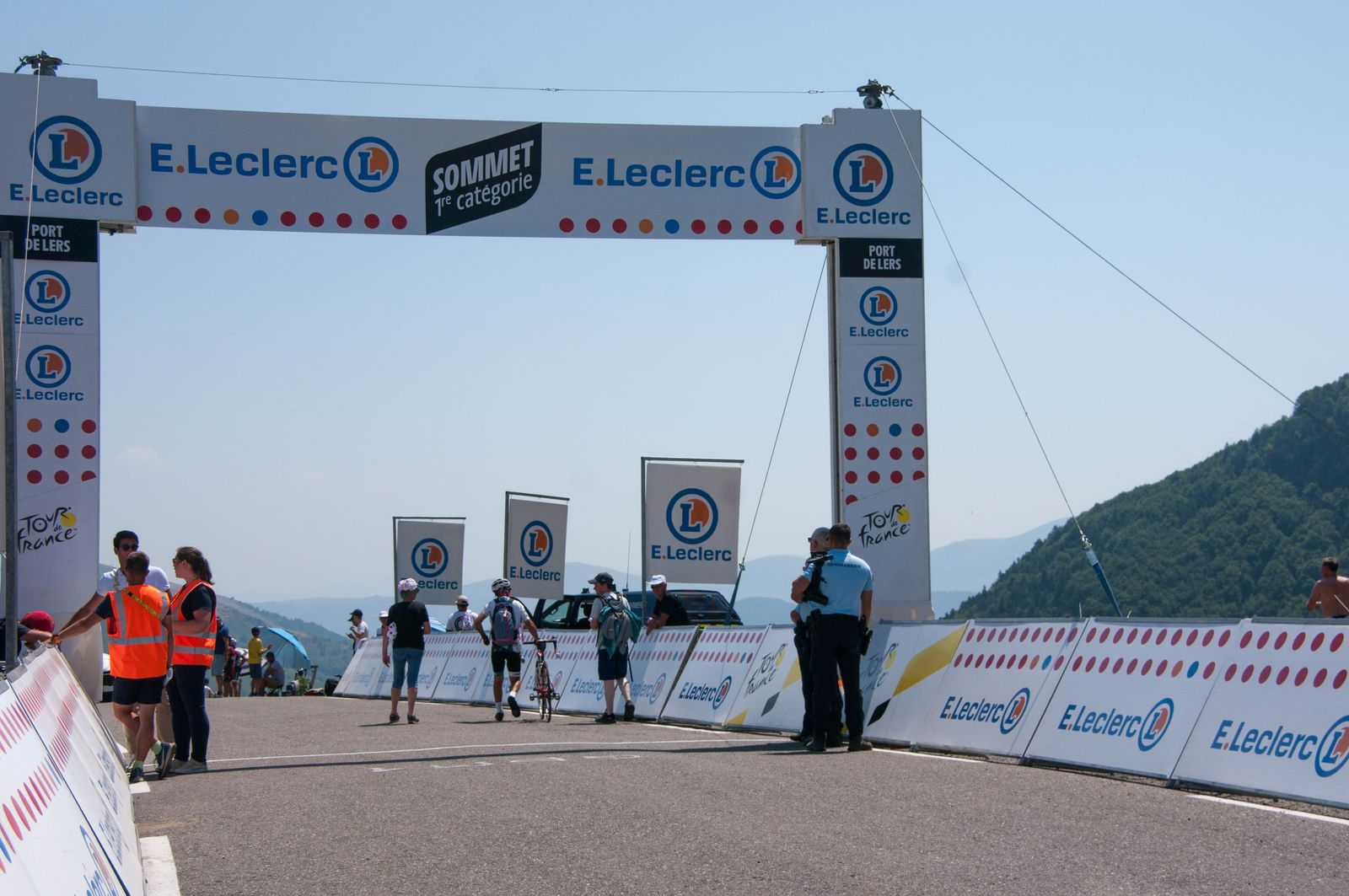
Port de Lers als Bergwertung der 1. Kategorie im Rahmen der 16. Etappe der Tour de France 2022

Im Jahr 1995 führte die Tour de France auf der 14. Etappe erstmals über den Port de Lers. Damals war der Anstieg mit einer Bergwertung der 2. Kategorie klassifiziert und wurde von Vicdessos aus über die Südseite befahren. Damals passierte der spätere Tour-de-France-Sieger Marco Pantani den Pass auf der Etappe von Saint-Orens-de-Gameville nach Guzet-Neige als erster.
2004 und 2011 (14. Etappe) kehrte der Pass ins Programm der Tour de France zurück. Beide Male passierte das Peloton jedoch zuerst den höheren Col d’Agnes (1570 m), sodass nur die letzten knapp vier Kilometer der Nordauffahrt des Port de Lers absolviert wurden. Aufgrund der geringen Distanz wurde in beiden Fällen auf der Passhöhe nur eine Bergwertung der 3. Kategorie ausgefahren, ehe es nach der anschließenden Abfahrt zum Ziel auf dem Plateau de Beille (1780 m) ging.
Ab dem Jahr 2012 wurde der Port de Lers von beiden Seiten als Auffahrt der 1. Kategorie klassifiziert. 2012 (14. Etappe) und 2019 (15. Etappe) wurde die Südseite befahren, während 2015 (12. Etappe) die Nordseite auf dem Programm stand. Bei der Tour de France 2022 wurde im Rahmen der 16. Etappe erneut die Südseite befahren.
Im Jahr 2024 soll der Port de Lers auf der 15. Etappe erneut überquert werden. Da er jedoch nach dem höheren Col d’Agnes befahren wird, soll auf der Passhöhe keine Bergwertung abgenommen werden.
| Jahr | Etappe     | Bergwertung  | Fahrer             | Auffahrt                |
| ---- | ---------- | ------------ | ------------------ | ----------------------- |
| 1995 | 14. Etappe | 2. Kategorie | Marco Pantani      | Ost                     |
| 2004 | 13. Etappe | 3. Kategorie | Michael Rasmussen  | West (über Col d’Agnes) |
| 2011 | 14. Etappe | 3. Kategorie | Gorka Izagirre     | West (über Col d’Agnes) |
| 2012 | 14. Etappe | 1. Kategorie | Sérgio Paulinho    | Ost                     |
| 2015 | 12. Etappe | 1. Kategorie | Michal Kwiatkowski | Nord                    |
| 2019 | 15. Etappe | 1. Kategorie | Romain Bardet      | Ost                     |
| 2022 | 16. Etappe | 1. Kategorie | Simon Geschke      | Ost                     |

Neben der Tour de France stand der Anstieg des Port de Lers auch im Program der kleineren Ronde de l’Isard.

## Wintersport
Der Port de Lers dient als Zufahrt zum Wintersportgebiet „Lers Etang Ski Station“. Die D18 führt von Massat auf die Höhe des Etang de Lers, wo sich ein Parkplatz sowie der Loipeneinstieg befinden. Insgesamt verfügt das kleine Skigebiet über 25,2 Loipen-Kilometer und 22,7 Kilometer für Schneeschuh-Wanderungen. Die Loipe C (hoher Schwierigkeitsgrad) führt zudem über 8,5 Kilometer auf die Passhöhe des Port de Lers.